# HMS Kent (F78)
La HMS Kent (F78) es una fragata Tipo 23 de la Royal Navy comisionada en 2000 y actualmente en servicio.

## Construcción
Construida por Yarrow, fue puesta en gradas en 1997, botada en 1998 y asignada en 2000.

## Historia de servicio
En 2003 la fragata HMS Kent participó de la Operación Telic en Irak. En 2014 participó de la Operación Kipion uniéndose al grupo de los portaaviones USS Carl Vinson y Charles de Gaulle.